# Luísa Sobral
Luísa Maria Vilar Braamcamp Sobral (Lisboa, 18 de setembre de 1987), coneguda simplement com a Luísa Sobral, és una cantant i compositora portuguesa. Va compondre la cançó Amar pelos dois, interpretada pel seu germà Salvador Sobral, que va guanyar el Festival de la Cançó d'Eurovisió 2017.

## Biografia
El seu pare és Salvador Luís Cabral Braamcamp Sobral (Santos-o-Velho, Portugal, 21 de maig de 1955, net del 4t Comte de Sobral) i la seva mare és Luísa Maria Cabral Posser Vilar (Nossa Senhora da Anunciada, Portugal, 25 d'agost de 1960), té un germà menor, Salvador Sobral (28 de desembre de 1989), que com ella va participar en els Ídolos i que es va estrenar discogràficament el 2016. Va guanyar el Festival de la Cançó d'Eurovisió 2017amb una cançó d'ella.
Luísa Sobral té quatre fillsː José, Rosa, Camila i Salvador.

## Carrera artística
Va sortir de l'anonimat en 2003, amb 16 anys, com a participant en el programa Ídols, de la Sociedade Independente de Comunicação on va quedar en tercer lloc. Poc temps després va viatjar als Estats Units per estudiar en la Berklee College of Music, on va acabar la llicenciatura en 2009.
Va estrenar l'àlbum, The Cherry On My Cake, el 14 de març de 2011, que en la primera setmana va aconseguir la tercera posició de les llistes a Portugal. Després, amb el seu àlbum There's a Flower in My Bedroom, el 2013 va quedar en segona posició en les llistes dels més venuts a Portugal. El 2012, fou la tercera artista portuguesa a actuar al programa Jools Holland, presentant cançons seves i dividint l'escenari amb Melody Gardot. Sobral va fer també algunes de les obertures de la cantant nord-americana.
El 2012 va enregistrar amb Alejandro Sanz (Bailo con vos) i David Fonseca It Shall Pass. I el 2016 va llançar el seu àlbum Luísa va sortir presentat en viu al país. El disc va ser enregistrat a Los Angeles, al United Recording Studios, amb Joe Henry com a productor, guanyador de tres Premis Grammy.
Luísa ha estat a diversos programes televisius i ha compost i dona veu a la banda sonora de la sèrie infantil Bairro do Panda, segueix en la seva posició internacional per espectacles en importants sales d'esdeveniments a Espanya, França, Anglaterra, Escòcia, Suïssa, Alemanya, Turquia, Israel, el Marroc i la Xina.
Després d'haver editat un àlbum per a nens, l'experiència de la maternitat ha fet que edités un àlbum amb cançons de bressol i un llibre infantil, Quando a porta fica aberta, perquè els nens "mai tinguin por del desconegut".

## Discografia

### Àlbums
| Title                          | Details                                                                                        |
| ------------------------------ | ---------------------------------------------------------------------------------------------- |
| The Cherry on My Cake          | - Released: 2011 - Label: Universal Music Portugal - Formats: Digital download, CD             |
| There's a Flower in My Bedroom | - Released: 2013 - Label: Universal Music Portugal - Formats: Digital download, CD             |
| Lu-Pu-I-Pi-Sa-Pa               | - Released: 2014 - Label: Universal Music Portugal - Formats: Digital download, CD             |
| Luísa                          | - Released: 18 November 2016 - Label: Universal Music Portugal - Formats: Digital download, CD |
| Rosa                           | - Released: 9 November 2018 - Label: Universal Music Portugal - Formats: Digital download, CD  |

### Singles
| Title           | Year | Album                          |
| --------------- | ---- | ------------------------------ |
| "Not There Yet" | 2011 | The Cherry on My Cake          |
| "Xico"          | 2011 | The Cherry on My Cake          |
| "Mom Says"      | 2013 | There's a Flower in My Bedroom |
| "My Man"        | 2016 | Luísa                          |
| "Alone"         | 2016 | Luísa                          |

### Llibres
- Quando a porta fica aberta (2022), il·lustrat per Camila Beirão.